# Ифигения в Тавриде (опера Глюка)
«Ифиге́ния в Таври́де» (фр. Iphigénie en Tauride) — трагическая опера в 4 действиях Кристофа Виллибальда Глюка, написанная в 1779 году на французское либретто Никола Франсуа Гийара и Франсуа дю Рулле. Премьера состоялась в Париже, в Королевской академии музыки, 18 мая 1779 года.

## История создания
«Ифигения в Тавриде» была уже третьей (после «Ифигении в Авлиде» и «Альцесты») оперой, написанной Глюком в содружестве с Франсуа дю Рулле; но в этот раз главным либреттистом стал Никола Франсуа Гийар (1752—1814), молодой, но уже известный литератор. Восхищённый первой французской оперой Глюка, Гийар сам инициировал продолжение истории Ифигении. Источником послужила одноименная трагедия Еврипида, но в обработке Клода Гасмона де ла Туша, чья пьеса пользовалась успехом благодаря остроте драматических ситуаций и в то же время — простоте стиха.
Музыку Глюк начал сочинять, когда получил первые два акта либретто; отчасти он, вполне в духе того времени, приспосабливал к новой опере свои прежние сочинения, лишь половина «Ифигении в Тавриде» была написана заново. Для арии Ифигении в конце II акта Глюк использовал арию из написанной ещё в 1752 году оперы-сериа «Милосердие Тита», для гимна жриц в начале IV акта он использовал фрагмент из балета «Семирамида», финальный хор заимствовал из оперы «Парис и Елена», а увертюру — из своей комической оперы «Остров Мерлина, или Светопреставление», написанной в 1758 году на французское либретто. Предположительно во время работы над оперой Глюк написал не сохранившийся балет под названием «Ифигения», и, как полагают исследователи, фрагменты этого балета также вошли в партитуру оперы. Гийяру приходилось переделывать либретто, приспосабливая текст к уже написанной музыке.
Разработанная Глюком в ряде опер тема самопожертвования в «Ифигении в Тавриде» приобрела новое звучание: в её сюжете отсутствует любовная интрига, но появилась тема жертвенной дружбы — Ореста и Пилада. Уже обозначенная в «Ифигении в Авлиде» тема возмездия в новой опере стала одной из главных.
Счастливая развязка написанной Глюком «Ифигении в Авлиде» разорвала связь между двумя частями античного сюжета, в котором Ифигению всё-таки приносят в жертву, Артемида (Диана) незаметно заменяет её на алтаре ланью и переносит в Тавриду, — в опере Глюка Ахиллес предотвращает жертвоприношение, и заканчивается она свадьбой Ифигении и Ахиллеса с благословения Дианы. Таким образом, две «Ифигении» Глюка оказались совершенно самостоятельными сочинениями, не образующими дилогию: в новой опере зрители узнают, что жертвоприношение состоялось и все считали Ифигению погибшей.

## Действующие лица
- Ифигения, великая жрица Дианы в Тавриде — сопрано
- Орест, её брат — бас
- Пилад, друг Ореста — тенор
- Тоас, царь Тавриды — бас
- Диана — сопрано

Греческие жрицы, скифы, эвмениды и демоны, греки из отряда Пилада

## Сюжет

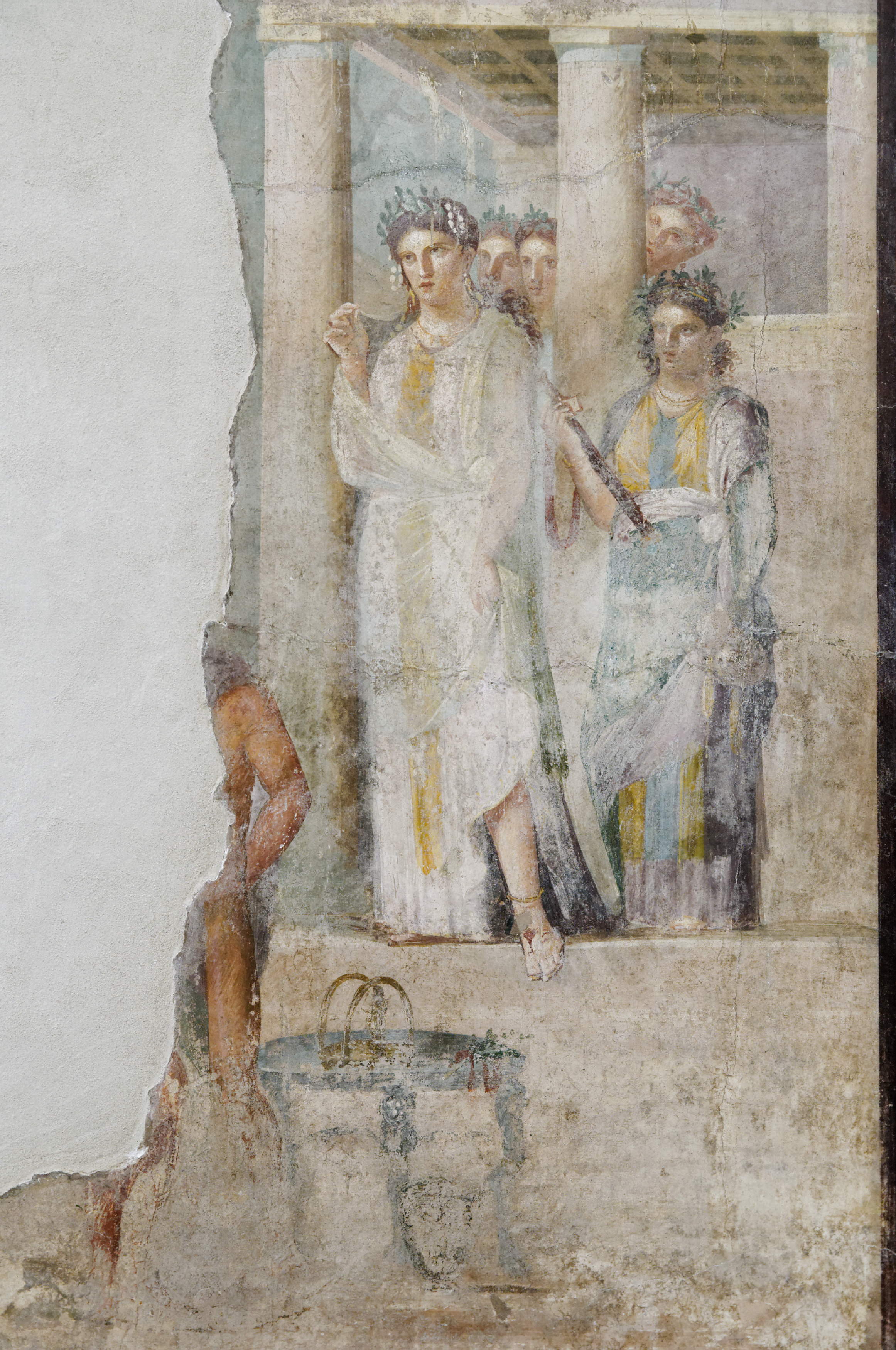
Ифигения в Тавриде. Фреска из Помпей, 1 век н.э.

Действие происходит в Тавриде (Скифии) после окончания Троянской войны. Ифигении, дочери царя Микен Агамемнона, много лет назад разлучённой с родителями и братом, снится вещий сон: она видит отца, истекающего кровью, мать с ножом в руке; мать протягивает нож Ифигении, и она нечаянно убивает брата Ореста.
Царю скифов Тоасу оракул предрёк гибель от руки чужестранца, и он требует, чтобы жрицы принесли в жертву богам первого же чужестранца, который появится в его владениях. Ифигения просит богов избавить её от исполнение ужасного долга. Стража приводит юных греков — Ореста и Пилада; Ифигения, в последний раз видевшая брата ещё ребёнком, не узнаёт его. Орест отомстил за отца, убив свою мать, Клитемнестру, и теперь его преследуют эвмениды, богини мести, охранительницы материнского права; от их гнева Орест пытался спастись в Тавриде, но эвмениды настигают его и в темнице. К Оресту приходит Ифигения, из его рассказа узнаёт о двойном убийстве в Микенах, но не узнаёт имя убийцы её матери. Она сочувствует своим соотечественникам, спасти при этом может только одного из них. Орест, преследуемый эвменидами, жаждет смерти; он убеждает Ифигению в том, что покончит с собой, если его друг погибнет; но и Пилад готов пожертвовать собой ради спасения друга. Ифигения избавляет от гибели Пилада.
Жертвоприношение должна совершить сама Ифигения; но распростёртый на алтаре Орест произносит имя сестры, вспомнив, как она погибла в Авлиде. К изумлению Ореста, сестра не испытывает ужаса перед убийцей матери: когда в храм врывается Тоас, возмущённый спасением одного из пленников, Ифигения заслоняет брата собою. Тоас готов принести в жертву и Ореста, и его сестру, но появляется Пилад с отрядом греков и убивает царя. Разгоревшуюся схватку между греками и скифами прекращает появление Дианы; богиня повелевает скифам никогда больше не осквернять её храм человеческими жертвоприношениями, а Оресту вместе с Ифигенией разрешает вернуться в Микены.

## Сценическая судьба
Премьера «Ифигении в Тавриде» в Опере состоялась 18 мая 1779 года и поставила точку в продолжавшейся несколько лет борьбе «глюкистов» с «пиччиннистами» — поклонниками итальянской оперы, которую в Париже представлял популярный композитор Никколо Пиччинни. Эта постановка, пишет Л. Кириллина, «ознаменовала триумфальную победу Глюка над всеми его основными оппонентами и недоброжелателями»